# Paroriza prouhoi
Paroriza prouhoi is een zeekomkommer uit de familie Synallactidae.
De wetenschappelijke naam van de soort werd in 1902 gepubliceerd door R. Hérouard.